# Areola (aldeia)
Areola é uma aldeia situada em Portugal, no distrito da Guarda, próximo da cidade de Mêda e da aldeia de Cancelos de Baixo.